# Кабела Лигуре
Кабела Лигуре (итал. Cabella Ligure) је насеље у Италији у округу Алесандрија, региону Пијемонт.
Према процени из 2011. у насељу је живело 356 становника. Насеље се налази на надморској висини од 485 м.

## Становништво
| 1936. | 1951. | 1961. | 1971. | 1981. | 1991. | 2001. | 2011. |
| ----- | ----- | ----- | ----- | ----- | ----- | ----- | ----- |
| 2.096 | 1.850 | 1.506 | 1.204 | 981   | 754   | 641   | 554   |